# Saint-André, Tarn
Saint-André är en kommun i departementet Tarn i regionen Occitanien i södra Frankrike. Kommunen ligger i kantonen Alban som tillhör arrondissementet Albi. År 2022 hade Saint-André 102 invånare.

## Befolkningsutveckling
Antalet invånare i kommunen Saint-André
| Referens: INSEE |